# 石川宿奈麻呂
石川 宿奈麻呂（いしかわ の すくなまろ、生没年不詳）は、奈良時代の貴族。姓は朝臣。官位は従五位下・周防守。

## 経歴
宝亀7年（776年）従五位下・越後守に叙任されると、宝亀10年（779年）摂津亮と光仁朝後期に地方官を務める。
桓武朝に入ると、延暦2年（783年）兵部少輔、延暦3年（784年）主税頭と京官に任ぜられるが、延暦4年（785年）周防守として再び地方官に転じた。

## 官歴
『続日本紀』による。
- 時期不詳：正六位上
- 宝亀7年（776年） 正月7日：従五位下。3月6日：越後守
- 宝亀10年（779年） 9月28日：摂津亮
- 延暦2年（783年） 7月25日：兵部少輔
- 延暦3年（784年） 7月13日：主税頭
- 延暦4年（785年） 8月14日：周防守